# Silvana Pierucci
Silvana Pierucci (* 21. September 1929 in Genua; † 15. Februar 2017 in Genua) war eine italienische Weitspringerin.
1948 schied sie bei den Olympischen Spielen in London in der Qualifikation aus, und 1950 wurde sie Fünfte bei den Leichtathletik-Europameisterschaften in Brüssel.
Viermal wurde sie Italienische Meisterin im Weitsprung (1948–1951) und dreimal im Fünfkampf (1949–1951). Am 7. August 1949 stellte sie in Zlín mit 5,66 m einen nationalen Rekord im Weitsprung auf, der fast sechs Jahre Bestand hatte.